# Shinta Fukushima
Shinta Fukushima (japanisch 福島 新太 Fukushima Shinta; * 28. Januar 1989 in Nagakute, Präfektur Aichi) ist ein japanischer Fußballspieler.

## Karriere
Fukushima erlernte das Fußballspielen in der Jugendmannschaft von Nagoya Grampus Eight. Seinen ersten Vertrag unterschrieb er 2007 bei Nagoya Grampus Eight (heute: Nagoya Grampus). Der Verein spielte in der höchsten Liga des Landes, der J1 League. Mit dem Verein wurde er 2010 japanischer Meister. Für den Verein absolvierte er vier Erstligaspiele. 2011 wechselte er nach Tokushima zum Zweitligisten Tokushima Vortis. 2012 wechselte er nach Yufu zum Drittligisten Verspah Ōita. Für Ōita stand er 170-mal in der Japan Football League auf dem Spielfeld.
Am 1. Februar 2021 beendete er seine Karriere als Fußballspieler.

## Erfolge
Nagoya Grampus
- J1 League

Meister: 2010
- Kaiserpokal

Finalist: 2009